# Хиллиас, Пег
Хильда Маргарет Ллойд «Пег» Хи́ллиас (англ. Hilda Margaret Lloyd «Peg» Hillias; 24 июня 1914, Каунсил-Блафс, Айова, США — 18 марта 1960, Канзас-Сити, Миссури, США) — американская актриса.

## Биография
Пег Хиллиас, урождённая Хильда Маргарет Ллойд Хиллиас, родилась 24 июня 1914 года в Каунсил-Блафсе (штат Айова, США).
В 1947 году Хиллиас дебютировала на сцене Бродвея, сыграв Юнис Хаббелл, соседку Стэнли и Стеллы Ковальски, в пьесе Теннесси Уильямса «Трамвай „Желание“». Она исполнила эту же роль несколько лет спустя в киноверсии пьесы (1951) с Вивьен Ли и Марлоном Брандо в главных ролях, что стало её дебютом на экране. Всего в период с 1951 по 1959 год сыграла в 32-х фильмах и телесериалах.
Хиллиас скончалась 18 марта 1960 года в Канзас-Сити (штат Миссури, США, США) в возрасте 45 лет по неизвестным публике причинам.

## Избранная фильмография
| Год  |   | Русское название           | Оригинальное название    | Роль            |
| ---- | - | -------------------------- | ------------------------ | --------------- |
| 1951 | ф | Трамвай «Желание»          | A Streetcar Named Desire | Юнис Хаббелл    |
| 1952 | с | Телевизионный театр Крафта | Kraft Television Theatre | Миссис О'Брайен |
| 1956 | с | Дымок из ствола            | Gunsmoke                 | Дженни Гэбриел  |